# 3 Doors Down
I 3 Doors Down sono un gruppo musicale alternative rock statunitense formato nel 1996 ad Escatawpa, Mississippi.

## Storia del gruppo
I 3 Doors Down all'inizio erano, come dice il nome, tre amici cresciuti assieme a Escatawpa (Mississippi) che condividevano una passione per la musica rock. Cominciarono suonando in città un misto di canzoni proprie e di cover: Brad Arnold era a quel tempo il batterista, Matt Roberts il chitarrista e Todd Harrell il bassista. Dopo qualche anno iniziarono a suonare anche fuori città, e, durante un "tour" a Foley (Alabama), si imbatterono in una scritta su un muro che diceva "Doors Down" (che significa sia "porte sotto" ma anche "abbattere gli ostacoli"). Poiché inizialmente nel gruppo erano solo in tre, decisero di aggiungere il "3" davanti, e quello divenne il nome della band. Brad Arnold è il cantante del gruppo e ha suonato la batteria in studio registrando il loro primo album, The Better Life. Ha cominciato a cantare a tempo pieno per il gruppo dopo una sessione in cui nessun altro voleva cantare. Ciò nonostante durante il Tour di "Away From The Sun" la band assunse un batterista (Daniel Adair) cosicché Brad potesse cantare e stare davanti agli strumentisti.
The Better Life è stato pubblicato nel 2000 e si è classificato come 11º album dell'anno nella classifica delle vendite (oltre 3 milioni di copie), venendo premiato con 6 dischi di platino grazie alle hit internazionali dei singoli, Kryptonite, Loser, e Duck and Run. La canzone Be Like That fu anche usata nella colonna sonora del film American Pie 2.
Il loro secondo album in studio, Away from the Sun, fu pubblicato nel 2002 e fu premiato con 4 dischi di platino negli Stati Uniti e uno in Australia. Here Without You e When I'm Gone furono i singoli di successo di quell'album. The Road I'm On e Away from the Sun fecero la loro comparsa in classifica ma con meno successo.
Il batterista turnista Josh Freese contribuì in Away from the Sun, mentre il chitarrista dei Rush, Alex Lifeson, produsse e suonò su tre tracce, Dangerous Game, Dead Love, e Wasted Me (solamente Dangerous Game apparve sull'album). Daniel Adair fu il batterista per Seventeen Days e nel corso dell'Away from the Sun Tour.
Nel 2003 venne pubblicato il live Another 700 Miles, il quale comprende parti di una live performance del gruppo nel loro Away from the Sun tour a Chicago e una reinterpretazione della canzone di Lynyrd Skynyrd That Smell. Another 700 Miles fu premiato con un disco d'oro.
Nel 2005 fu la volta di Seventeen Days, premiato con un disco di platino. Let Me Go e Behind Those Eyes furono le hit di maggior successo. Live for Today, Landing in London (con la partecipazione di Bob Seger come chitarrista e ai cori), e Here by Me furono pubblicati come singoli.
Greg Upchurch, componente dei Puddle of Mudd, fu il batterista che rimpiazzò Daniel Adair nel 2005. Adair divenne il batterista dei Nickelback.
Inoltre, nel 2005 il gruppo pubblicò un live DVD dal titolo Away from the Sun "LIVE" da Houston, Texas. Il DVD fu prodotto e diretto da Alex Gibney (nominato dall'Academy Award) e Doug Biro, e venne pubblicato dalla Monster Music nel 2005. Il 19 febbraio 2008 è uscito il singolo It's Not My Time che anticipa l'uscita del nuovo album 3 Doors Down, avvenuta in Italia nel mese di maggio. Successivamente da questo album sono stati estratti i singoli Train, Let Me Be Myself e Citizen/Soldier.
Nel 2009, insieme al coro gospel The Soul Children of Chicago, i 3 Doors Down composero una canzone per la Compilation Oh Happy Day: An All-Star Music Celebration. Più tardi, l'8 dicembre dello stesso anno, venne pubblicata la canzone di Natale "Where my Christmas lives". La canzone venne pubblicata online insieme alla versione acustica dello stesso brano e di altri 5 brani del loro ultimo album.
Il 9 febbraio 2010 la band pubblicò in formato digitale la canzone Shine, che venne usata per la promozione dei XXI Giochi olimpici invernali. Nello stesso anno la compilation Oh Happy Days vinse il grammy come miglior album di gospel tradizionale. Il 22 luglio 2010 la band dichiarò durante un suo concerto che la settimana successiva sarebbero iniziate le registrazioni per il loro nuovo album. Suonarono anche una nuova canzone, On the run, affermando che avrebbe fatto parte del repertorio del nuovo disco. Durante un'intervista nel novembre 2010 il cantante della band, Brad Arnold, ne annunciò il titolo: Time of My Life. Il primo singolo tratto dall'album uscì in radio la prima volta il 10 gennaio 2010. Nel video-blog del 14 gennaio sul sito ufficiale della band, Brad Arnold annunciò in prima persona la pubblicazione digitale del nuovo singolo prevista per il 1º febbraio, nonché la data ufficiale di uscita del loro prossimo album, fissata al 12 aprile 2011.

## Formazione

### Formazione attuale
- Brad Arnold – voce (1996-presente), batteria (1996-2000)
- Chris Henderson – chitarra solista (2012-presente), chitarra ritmica (1998-2012)
- Chet Roberts – chitarra ritmica, cori (2012-presente)
- Justin Biltonen – basso (2013-presente)
- Greg Upchurch – batteria, percussioni (2005-presente)

### Ex componenti
- Todd Harrell – basso (1996-2013)
- Matt Roberts – chitarra solista, cori (1996-2012)
- Richard Liles – batteria, percussioni, cori (2000-2002)
- Daniel Adair – batteria, percussioni, cori (2002-2005)

## Discografia

### Album in studio
- 2000 – The Better Life
- 2002 – Away from the Sun
- 2005 – Seventeen Days
- 2008 – 3 Doors Down
- 2011 – Time of My Life
- 2016 – Us and the Night

### Raccolte
- 2006 – iTunes Originals - 3 Doors Down
- 2012 – The Greatest Hits

### EP
- 2003 – Another 700 Miles
- 2009 – Where My Christmas Lives

### Singoli
- Kryptonite
- Loser
- Duck And Run
- Be Like That
- When I'm Gone
- The Road I'm On
- Here Without You
- Away From The Sun
- Let Me Go
- Behind Those Eyes
- Live For Today
- Here By me
- Landing In London
- Citizen/Soldier
- It's Not My Time
- Train
- Let Me Be Myself
- Shine
- When You're Young

### DVD
- 2004 – 3 Doors Down: One Red Light
- 2005 – Live DVD: Away From The Sun

## Brani utilizzati in altri media
- Il singolo Kryptonite è presente nel videogioco Guitar Hero 5, uscito nel 2009.
- Il singolo Here Without You è stato inserito nella colonna sonora del film Goal! 2 - Vivere un sogno. La canzone è stata utilizzata, inoltre, come colonna sonora del tributo della WWE a Eddie Guerrero, in occasione della sua morte.
- Il singolo When You're Young è stato utilizzato come colonna sonora in occasione del ritiro di Edge, altra superstar della WWE.
- Il singolo Here By Me è presente nella colonna sonora del film Twilight.
- Il singolo Let me go è stato utilizzato in una scena della quarta stagione di Smallville.